# Métisse
A Métisse egy ír/afrikai soul és elektronikus zenét játszó együttes, alapítói a Chapterhouse nevű együttes korábbi tagja, Skully, és egy elefántcsontparti énekes, koreográfus, Aïda. A zenekart 1997-ben alapították Toulouse-ban.
Az együttes neve a keverék szó francia nyelven, zenéjük az afrikai, a kelta, a soul és az elektronikus zene keverékéből áll össze. A dalokban gyakran használnak angol, francia és dioula nyelveket is.
A zenekar első sikere a My Fault (2000) című album Sousoundé című száma volt, majd a Boom Boom Bá követte, mely Madonna A második legjobb dolog című filmjének betétdala volt. Később a Haláli hullák című televíziós sorozat visszatérő betétdala volt. A második album Nomah's Land című száma szintén hallható volt a sorozat egyik epizódjában.

## Albumok
- My Fault (2000)
- Nomah's Land (2007)